# (177065) 2003 FP7
177065 (2003 FP7) là một tiểu hành tinh vành đai chính được phát hiện ngày 30 tháng 3 năm 2003 bởi James Whitney Young ở Đài thiên văn Núi bàn gần Wrightwood, California.